# Кокмардан (городище)
Кокмардан (Кок-Мардан) — древнее городище в Казахстане, расположенное в окрестностях Отрара. Один из самых крупных средневековых городов в Отрарском оазисе.
Город был основан во времена позднеантичного государства Кангюй. Население занималось сельским хозяйством и организовало развитую ирригационную систему. Центральная часть находилась на рукотворном острове.
Городище входит в список памятников истории и культуры местного значения Туркестанской области.

## Географическое положение
Городище Кокмардан находится на территории современного Отрарского района Туркестанской области Казахстана, в 3 км к юго-западу от села Кокмардан. Местом для строительства стало джайляу на левом берегу реки Арысь, которое также носит название Кокмардан.
Кокмардан был центром микрооазиса площадью 45 км², расположенного вдоль старых протоков Арыси и на самой реке. Микрооазис представлял собой полосу длиной 15 км и наибольшей шириной 5 км. Территория входила в состав Отрарского оазиса.
Городище представляет собой вытянутый с севера на юг овальный бугор, окружённый всхолмлениями. Длина центрального бугра составляет 140 м, ширина — 60 м, высота — 15 м. Восточная часть городища занимает площадь около 1 га и представляет собой четырёхугольный плоский холм высотой до 2,5 м. Древняя застройка также прослеживается на площади около 3 га к западу и северо-западу от центрального бугра.

## Население
Основателями древнего города стали жители позднеантичного государства Кангюй.
Общее количество жителей центральной части города в период расцвета составляло 1625—1950 человек при плотности населения 560—650 человек на гектар. Предполагается, что в летнее время жители переселялись за город для работ в садах и на лето́вках.
В городе было распространено почитание священного барана. Это распространённая в Средней Азии практика, связанная с древним культом Фарна — бога огня и света в иранской мифологии.
Население занималось скотоводством, хлеборобством и садоводством, а также различными ремёслами.

## Здания и сооружения

### Общие сведения
Центральная часть города, окружённая стеной, находилась на мысу, образованном на месте слияния двух древних рукавов Арыси и превращённом в остров с помощью рукотворной протоки. Единственный въезд в цитадель был обустроен с восточной стороны и шёл по искусственной дамбе. Высота дамбы составляла 1,5 м, ширина — 1,5 м поверху и 3 м у основания. Въезд укреплялся двумя округлыми башнями.
Город был разделён на кварталы сетью магистральных улиц и коротких переулков длиной 10—15 м. Площади кварталов составляют в среднем 300—370 м². Фасады домов обращены внутрь квартала. Как правило, в одном квартале располагалось 4—6 домовладений.
Основная часть жилой застройки относится к VI—VIII векам. Однако в ходе раскопок были обнаружены и остатки зданий более раннего времени. В целом же городище датируется I—VIII веками.

### Жилые дома
Жилые дома состояли из 1—2 комнат. Вторая комната в двухкомнатных жилищах была кладовой. Кладовая отделялась от жилого помещения капитальной стеной. Площадь кладовых не превышала 8 м².
Дома возводились из сырцового кирпича и обмазывались изнутри глиной. Пол выстилался соломой, смешанной с глиной. Крыша укреплялась четырьмя деревянными столбами. Кровли изготавливались из камыша, уложенного на округлые балки и покрытого сверху смесью глины и золы.
Для отопления и приготовления пищи использовались камины и напольные очаги. Напольные очаги, как правило, располагались напротив входа, ближе к центру помещения.
Вдоль стен оборудовались суфы — лежанки шириной до 1 м. По углам оставалось свободное место под ёмкости для воды и продовольствия.
В некоторых домах часть дальней от входа стены украшалась лепкой в виде рогов барана. На полу в таких местах прослеживается слой золы. Предполагается, что таким образом оформлялись «культовые углы».
Как и в других городах Южного Казахстана доисламских времён, святилища располагались прямо в жилых домах. Однако в одном из кварталов Кокмардана обнаружена отдельная культовая постройка. Её оформление также основано на мотивах бараньих рогов. Кокмарданское святилище обнаруживает некоторое сходство с одной из построек на городище Гяур-Кала (часть древнего города Мерв в современном Туркменистане).
До наших дней жилища сохранились очень плохо.

### Некрополи
В окрестностях города сохранилось несколько некрополей, обустроенных либо возле оросительных каналов, либо на отдельно стоящих холмах. Наиболее крупный некрополь, состоящий из нескольких десятков насыпей высотой до 2—2,5 м и диаметром до 15 м, располагался в 0,5 км от города.
Некрополи состоят из отдельных построек в виде глинобитных платформ размерами около 10×10 м и высотой до 2 м, в которых выдалбливались могилы. Умерших детей хоронили в отдельных пристройках к платформам. Предполагается, что каждая группа захоронений принадлежала отдельной квартальной общине. При этом самые богатые захоронения расположены по углам платформ.
Наиболее крупный некрополь близ городища по характеру погребального обряда сходен с другим могильником в Отрарском оазисе — Коныртобе, относящегося к городищу Мардан-Куик. Захоронения Кокмардана относятся преимущественно к периоду III—V веков. Однако на его территории найдены и более поздние могилы, датируемые X—XII веками.

### Ирригационная система
Вокруг города существовала развитая ирригационная система. В её состав входили пять каналов, берущих воду из Арыси либо из её стариц. Система функционировала в VI—VIII веках.
Жители не только использовали воду Арыси для орошения полей, но и занимались рыбной ловлей и охотой на водоплавающую птицу.
Предполагается, что город был оставлен именно вследствие упадка ирригационной системы. Причиной упадка может быть изменение русла Арыси, вызвавшее пересыхание некоторых её протоков и спровоцировавшее засоление почв вблизи города.
Сейчас возле древних каналов находится современное село Шытты.

## Исследования
С 1977 по 1983 годы Кокмардан неоднократно обследовала Южно-Казахстанская комплексная археологическая экспедиция под руководством К. Акишева. В частности, в 1977—1979 годах на площади 5000 м² был вскрыт культурный слой VI—VII веков. Несколько раз отдельно обследовались некрополи близ городища.
В жилищах обнаружены зернотёрки и жернова, а также глиняные сковородки для выпечки хлеба в очагах. Часто встречаются зёрна проса, риса, пшеницы, ячменя, гороха. В культурном слое также распространены косточки абрикосов, винограда, арбузные и дынные семечки. Сохранилось большое количество и костных остатков — как домашних животных (лошади, овцы, козы, крупный рогатый скот), так и диких (косуля, горный козёл, архар, сайгак).
При раскопках найдены как различные железные изделия, так и куски железной крицы. Это свидетельствует о наличии железоплавильных мастерских в городе.
Основным материалом из раскопов является керамика. Сохранилось множество различных предметов кухонной и столовой посуды. Обнаружены и крупные сосуды для хранения воды и продуктов (хумы, водоносные кувшины, горшки). Другую группу керамических находок составляют светильники, детские игрушки, предметы ремесленного обихода, а также подставки в виде головы быка с массивными рогами. Керамика во многих случаях покрывалась ангобом. В наиболее поздних слоях попадаются изделия с лощением и резным растительным орнаментом.
В числе других находок — предметы из кости и рога, костяные амулеты, украшения из различных материалов, бусы из полудрагоценных камней, цветного стекла и ракушек каури. Интересными находками считаются костяные булавки с фигурными головками, предназначенные для закрепления причёсок.
Особый научный интерес представляют золотой пояс и золотые застёжки, украшенные красными камнями и узорами. Найденные предметы хранятся в музее Института археологии имени А. Х. Маргулана.
На крупнейшем городском некрополе найдены предметы посуды (в том числе украшенные схематичными изображениями животных), оружие, разнообразные украшения, бусины из различных материалов (сердолик, агат, гагат, горный хрусталь, стекло). В женских могилах обнаружены бронзовые зеркала и сурьматаши — предметы для чернения бровей. В числе наиболее интересных находок — бронзовые подвески в форме козлов и птиц, детали поясов и различные золотые изделия. Однако многие захоронения были разграблены ещё в Средние века.

## Охранный статус
В 2001—2004 годах на городище проводились консервационные работы в рамках проекта сохранения Отрарского оазиса.
В 2010 году городище Кокмардан было включено в список памятников истории и культуры местного значения Южно-Казахстанской области. Ныне археологический объект включён в список памятников истории и культуры местного значения Туркестанской области.